# Studenten voor Leiden
 (avril 2024).
Studenten voor Leiden (SVL, « Étudiants pour Leyde ») est un parti local de la ville néerlandaise de Leyde, fondé en 2020. Lors des élections municipales de 2022, Studenten voor Leiden remporte deux sièges au conseil municipal.

## Histoire
En 2019, les premiers plans pour la création d'un parti étudiant à Leyde émergent à la suite du mécontentement concernant la politique de logement étudiants de la municipalité. À l'été 2020, Studenten voor Leiden est fondé dans le but de participer aux élections municipales néerlandaises de 2022. Lors de ces élections, le parti réussit à obtenir deux sièges au conseil municipal. Mitchell Wiegand Bruss est leur tête de liste. L'ancien échevin VVD Pieter van Woensel est l'un des candidats de la liste. Il a déjà été impliqué dans la fondation de Student en Stad à Groningue.

## Idéologie
Studenten voor Leiden est fondé sur la base de cinq valeurs fondamentales. De ces cinq valeurs fondamentales naissent cinq points d'action principaux : « plus de participation, d'engagement et d'attention pour les étudiants, les jeunes travailleurs et les jeunes, un meilleur environnement de vie, une politique de durabilité, une meilleure infrastructure pour les piétons, les cyclistes et les conducteurs de scooter, et plus de liberté pour les propriétaires d'établissements de restauration ».

## Présence au conseil municipal
Depuis 2022, SVL dispose de deux sièges au conseil municipal. La faction est composée du chef de groupe, Mitchell Wiegand Bruss, et de la conseillère municipale, Elianne Wijnands.

## Résultats des élections
| Année électorale | Tête de liste          | Nombre de voix | % des votants | Nombre de sièges obtenus | Coalition/opposition |
| ---------------- | ---------------------- | -------------- | ------------- | ------------------------ | -------------------- |
| 2022             | Mitchell Wiegand Bruss | 3 122          | 5,66          | 2/39                     | Opposition           |